# Улица Тараса Бобаныча
Улица Тараса Бобаныча (укр. Вулиця Тараса Бобанича) — улица в Лычаковском районе города Львов Львовской области Украины,  соединяет улицы Лычаковскую и Лысенко.

## История
Первое известное название — улица Францисканская. Название было связано с монастырём ордена францисканцев, находившимся на этой улице (ныне здание принадлежит адвентистам седьмого дня). Названа так не позднее 1820 года. В декабре 1944 переименована в честь русского писателя, общественного деятеля Владимира Галактионовича Короленко.
В августе 2022 года, улица была переименована в честь украинского добровольца, Героя Украины Тараса (Хаммера) Бобаныча, погибшего во время Вторжения России на Украину .
С чётной стороны примыкает улица Просвиты с нечётной — Смольского. Обе — с односторонним движением транспорта. Въезд на них с улицы Тараса Бобаныча запрещён.
Движение транспорта — двустороннее, однако въезд с улицы Лычаковской возможен только через ул. Смольского, поскольку на конечном участке Тараса Бобаныча является односторонней.
Нумерация домов берёт начало от улицы Лысенко.

## Здания

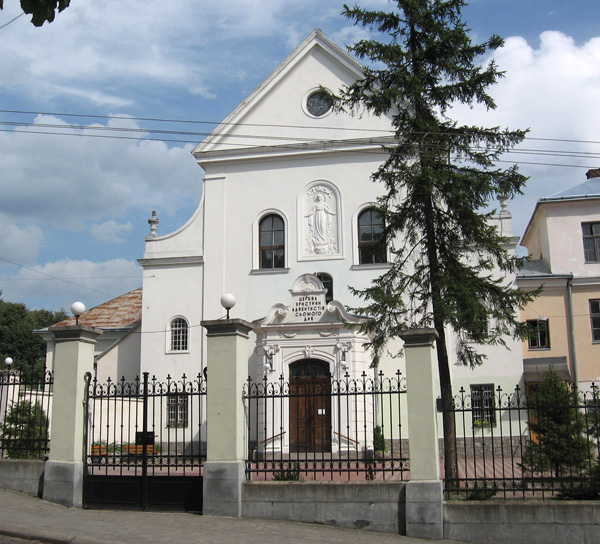
Бывший костёл францисканцев (дом молитвы адвентистов седьмого дня)

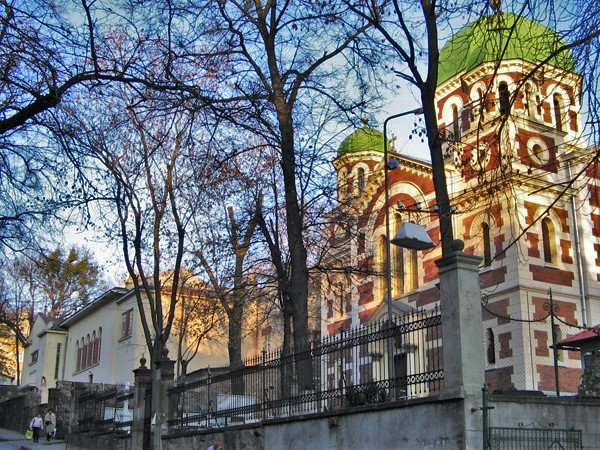
Георгиевский храм и «Дом воина» во Львове

№ 1. Молельный дом адвентистов седьмого дня. В бывшем монастырском здании, примыкающем к храму, устроена школа для детей с тяжёлыми расстройствами речи. Изначально храм и монастырь построены капуцинами в 1708—1718 годах. В 1785 года эти постройки были переданы францисканцам. 23 сентября 2008 году комплекс храма и монастыря внесены в перечень памятников культурного наследия, не подлежащих приватизации.
Подробнее: Костёл францисканцев (Львов)
№ 1-а. Бывший кинотеатр «Пакс» (лат. Pax — мир), построенный монахами-францисканцами в 1932—1934 годах. Архитектор Вавжинец Дайчак. С 1939 года — кинотеатр им. Феликса Дзержинского, позже — кинотеатр им. В. Короленко. В период с 1990 по 2017 год в доме размещалось Русское культурное общество имени Пушкина. С 2018 года в здании находиться «Дом воина».
Подробнее: Русский культурный центр во Львове
№ 3. Церковь святого Георгия Украинской православной церкви. Построена в 1897—1899 годах на месте деревянного дома, который с 1856 года использовался как временный храм. Проект разработан венским архитектором Густавом Захсом в неовизантийском стиле с элементами неороманского. Иконостас выполнили австрийские художники Карл Фортмунд и Фридрих фон Шиллер. Внутренние росписи храма — Карл Йобст. Здание было освящено 1901 году. С 1992 года выполняет функции кафедрального собора Львовской епархии Украинской православной церкви.
Подробнее: Церковь Святого Георгия Победоносца (Львов)
№ 5. Одноэтажная вилла, изначально построена для семьи Коморовских около 1850 года. В 1866 году здесь вместе с семьей проживал польский поэт Корнель Уейский. Позже, после развода, здесь жила его бывшая жена Генрика из рода Коморовских. Вилла перестроена в 1891 году архитектором Яном Шульцем для тогдашнего владельца Романа Гостковского.
№ 7. Бывший дом общества ремесленников «Звезда» («Gwiazda»). С улицы видно более старую одноэтажную часть здания. Построено в 1840-х — 1850-х годах, реконструировалось в 1856—1857 годах. Основательной реконструкции было подвергнуто по проекту Эммануила Галля в 1875 году (существовал и нереализованный проект перестройки авторства Юлиана Захаревича от того же года). В глубине двор расположено основное помещение, построенное в 1912 году архитектором Зигмунтом Добжанским. Сейчас здания принадлежат средней школе-интернату № 2.
№ 8. В этом доме в начале XX века жили и творили украинские скульпторы Теофил и Александра Джулинские. К боковой стене примыкает небольшой фрагмент вала бывших пригородных фортификаций XVII в.
№ 9. Львовский областной центр репродуктивного здоровья населения. Находится в здании, построенном 1886 году по проекту мастерской Ивана Левинского. Изначально жилой дом, 1911 года перестроен по проекту Эдмунда Жиховича для нужд частной купеческой гимназии им. Эрнеста Адама. Вторая реконструкция (надстроен третий этаж) состоялась около 1926 года по проекту Вавжинца Дайчака. Существовал также нереализованный проект реконструкции Яна Новориты от 1923 года.